# Mesterolone
Mesterolone, được bán dưới tên thương hiệu Proviron trong số những loại khác, là một loại thuốc androgen và đồng hóa steroid (AAS) được sử dụng chủ yếu trong điều trị nồng độ testosterone thấp. Nó cũng đã được sử dụng để điều trị vô sinh nam, mặc dù việc sử dụng này còn gây tranh cãi. Nó được dùng bằng đường miệng.
Tác dụng phụ của mesterolone bao gồm các triệu chứng nam tính như mụn trứng cá, tăng trưởng tóc, thay đổi giọng nói và tăng ham muốn tình dục. Nó không có nguy cơ tổn thương gan. Thuốc là một steroid tổng hợp androgen và đồng hóa và do đó là chất chủ vận của thụ thể androgen (AR), mục tiêu sinh học của androgen như testosterone và dihydrotestosterone (DHT). Nó có tác dụng androgen mạnh và hiệu ứng đồng hóa yếu, điều này giúp ích cho việc sản xuất nam tính. Thuốc không có tác dụng estrogen.
Mesterolone được phát hiện và giới thiệu cho sử dụng y tế vào năm 1934. Ngoài việc sử dụng trong y tế, mesterolone đã được sử dụng để cải thiện vóc dáng và hiệu suất, mặc dù nó không được sử dụng phổ biến cho các mục đích như vậy do tác dụng đồng hóa yếu. Thuốc là một chất được kiểm soát ở nhiều quốc gia và vì vậy sử dụng phi y tế nói chung là bất hợp pháp.

## Sử dụng trong y tế
Mesterolone được sử dụng trong điều trị thiếu hụt androgen trong suy sinh dục nam, thiếu máu và để hỗ trợ khả năng sinh sản của nam giới trong số các chỉ định khác. Nó cũng đã được sử dụng để điều trị dậy thì muộn ở trẻ trai. Bởi vì nó thiếu tác dụng estrogen, mesterolone có thể được chỉ định để điều trị các trường hợp thiếu hụt androgen trong đó đau vú hoặc gynecomastia cũng có mặt. Thuốc được mô tả là androgen tương đối yếu với hoạt động một phần và hiếm khi được sử dụng cho mục đích thay thế androgen, nhưng vẫn được sử dụng rộng rãi trong y học.

## Sử dụng phi y tế
Mesterolone đã được sử dụng cho và mục đích tăng cường hiệu suất bằng cách cạnh tranh vận động viên, người tập thể hình, và vận động viên nâng tạ.

## Tác dụng phụ
Tác dụng phụ của mesterolone bao gồm nam hóa trong số những người khác.

## Dược lý

### Dược lực học
Giống như các AAS khác, mesterolone là chất chủ vận của thụ thể androgen (AR). Nó không phải là chất nền cho 5α-reductase, vì nó đã giảm 5α, và do đó không được tạo ra trong các mô được gọi là "androgenic" như da, nang lông và tuyến tiền liệt. Mesterolone được mô tả là một tác nhân đồng hóa rất kém do bất hoạt bởi 3α-hydroxonoid dehydrogenase (3α-HSD) trong mô cơ xương, tương tự như DHT và mestanolone (17α-methyl-DHT). Ngược lại, testosterone là chất nền rất kém đối với 3α-HSD, và do đó không bị bất hoạt tương tự trong cơ xương. Do thiếu 5α-reductase trong các mô "androgenic" và bất hoạt bởi 3α-HSD trong cơ xương, mesterolone tương đối thấp về cả tiềm năng androgenic và khả năng đồng hóa của nó. Tuy nhiên, nó vẫn cho thấy tỷ lệ hoạt động đồng hóa lớn hơn so với hoạt động androgen so với testosterone.
Mesterolone không phải là chất nền cho aromatase và do đó không thể chuyển đổi thành estrogen. Như vậy, nó không có xu hướng tạo ra các tác dụng phụ estrogen như gynecomastia và giữ nước. Nó cũng không có hoạt động proestogen.
Bởi vì mesterolone không được kiềm hóa 17α, nó có rất ít hoặc không có khả năng gây độc cho gan. Tuy nhiên, nguy cơ ảnh hưởng xấu đến hệ thống tim mạch của nó tương đương với một số AAS đường uống khác.

### Dược động học
Nhóm methyl methyl của mesterolone ức chế chuyển hóa ở gan và do đó có tác dụng đáng kể đối với hoạt động miệng, mặc dù khả dụng sinh học đường uống của nó vẫn thấp hơn nhiều so với AAS 17-kiềm. Trong mọi trường hợp, mesterolone là một trong số ít AAS không 17-kiềm được hoạt động khi uống. Độc nhất trong số AAS, mesterolone có ái lực rất cao với globulin gắn với hormone giới tính trong huyết thanh người (SHBG), khoảng 440% so với DHT trong một nghiên cứu và 82% của DHT trong một nghiên cứu khác. Kết quả là, nó có thể thay thế testosterone nội sinh từ SHBG và do đó làm tăng nồng độ testosterone tự do, một phần có thể liên quan đến tác dụng của nó.

## Hóa học
Mesterolone, còn được gọi là 1α-methyl-4,5α-dihydrotestosterone (1α-methyl-DHT) hoặc 1α-methyl-5α-androstan-17β-ol-3-one, là một steroid androstane tổng hợp và dẫn xuất của DHT. Nó đặc biệt là DHT với một nhóm methyl ở vị trí C1α. AAS liên quan chặt chẽ bao gồm metenolone và este của nó metenolone axetat và metenolone enanthate. Các antiandrogen rosterolone (17α-propylmesterolone) cũng liên quan chặt chẽ với Mesterolone.

## Lịch sử
Mesterolone được tổng hợp và giới thiệu cho sử dụng y tế vào năm 1934 và là AAS đầu tiên được bán trên thị trường. Nó được theo sau bởi methyltestosterone vào năm 1936 và testosterone propionate vào năm 1937. Thuốc tiếp tục được phổ biến rộng rãi và sử dụng ngày hôm nay.

## Xã hội và văn hoá

### Tên gốc
Mesterolone là tên gốc của thuốc và INN, USAN, BAN và DCIT, trong khi mestérolone là DCF của nó.

### Tên biệt dược
Mesterolone được bán trên thị trường chủ yếu dưới tên thương hiệu Proviron.

### Tính khả dụng
Mesterolone có mặt rộng rãi trên khắp thế giới, bao gồm ở Vương quốc Anh, Úc và Nam Phi, cũng như nhiều quốc gia không nói tiếng Anh. Nó không có sẵn ở Hoa Kỳ, Canada hoặc New Zealand. Thuốc chưa bao giờ được bán trên thị trường Hoa Kỳ.

### Tình trạng pháp lý
Mesterolone, cùng với AAS khác, là chất được kiểm soát theo lịch III ở Hoa Kỳ theo Đạo luật về các chất bị kiểm soát và là chất được kiểm soát theo lịch IV ở Canada theo Đạo luật về Thuốc và Chất được Kiểm soát.

## Nghiên cứu
Trong một thử nghiệm lâm sàng quy mô nhỏ ở bệnh nhân trầm cảm, sự cải thiện các triệu chứng bao gồm lo lắng, thiếu lái xe và ham muốn đã được quan sát. Ở những bệnh nhân bị loạn trương lực, sự đơn cực và trầm cảm lưỡng cực cải thiện đáng kể đã được quan sát. Trong loạt nghiên cứu này, mesterolone dẫn đến giảm đáng kể nồng độ hormone luteinizing và testosterone. Trong một nghiên cứu khác, 100 mg mesterolone cipionate được dùng hai lần mỗi tháng. Liên quan đến nồng độ testosterone trong huyết tương, không có sự khác biệt giữa nhóm được điều trị so với nhóm không được điều trị và nồng độ hormone luteinizing cơ bản bị ảnh hưởng tối thiểu.